# Rudolf Kendzia
Rudolf Kendzia (* 21. April 1938 in Berlin) ist ein ehemaliger Berliner Politiker (unter anderem NPD und Die Republikaner) und Herausgeber.

## Leben
Kendzia war Absolvent des Neuköllner Albrecht-Dürer-Gymnasiums. Er war Mitglied der Deutschen Partei (DP), der Deutschen Reichspartei (DRP) und der Nationaldemokratischen Partei (NPD), deren Landesvorsitzender er in West-Berlin von 1967 bis 1969 war. Von 1981 bis 1986 gehörte er dem CDU-Wirtschaftsrat an. 1988 wurde er Mitglied der Republikaner und zog bei der Wahl in Berlin 1989 auf dem siebten Platz der REP-Landesliste ins Abgeordnetenhaus von Berlin ein. Bis zum Ausscheiden der Partei bei der Wahl 1990 war er Mitglied der REP-Fraktion im Abgeordnetenhaus und Schatzmeister des Landesverbands.
1991 gehörte er zu den Gründungsmitgliedern der Deutschen Liga für Volk und Heimat (DLVH) und wurde zu einem von drei gleichberechtigten Bundesvorsitzenden gewählt. Außerdem war er Gründungsmitglied und Wahlkandidat der Freien Wählergemeinschaft Die Nationalen.
Er übernahm den VBR-Verlag (Vortrag-Buch-Reise Verlagsgesellschaft für politische Bildung), der von den Berliner Republikanern gegründet worden war, in dem unter anderem die Berlin-Brandenburger Zeitung erschien.
Er war 1990 Gründungsmitglied und 1994 Vorsitzender des Hoffmann-von-Fallersleben-Bildungswerks, das vom Berliner Landesamt für Verfassungsschutz 1997 als „rechtsextreme Tarnorganisation“ eingestuft wurde. Vom Sitz des HvFB in Berlin-Adlershof aus betrieb er eine „Betreuungs- und Vermittlungs-GmbH Kendzia und Partner“. 2003 zog er sich aus Altersgründen aus allen politischen Organisationen zurück und stellte seine beruflichen Aktivitäten als Betriebswirt ein.